# Большая Мадонна Каупера
«Большая мадонна Каупера» или «мадонна Никколини» — картина итальянского художника эпохи Возрождения Рафаэля, написанная в 1508 году. Принадлежит Национальной галерее искусств в Вашингтоне. Размер картины — 80,7 × 57,5 см, с рамой — 118,4 × 97,2 × 8,6 см.
Оба названия картины связаны с её прежними владельцами. Флорентийская семья Никколини владела этой картиной с 1677 года по примерно 1772 год, а английские графы Каупер (англ. Earls of Cowper) и их наследники — c той поры по 1928 год, когда картина была продана братьям Дювин (англ. Duveen Brothers). В том же году была приобретена американским банкиром и (на тот момент) министром финансов США Эндрю Меллоном. В 1930 году картина была передана в образовательно-благотворительный фонд Меллона (англ. Andrew W. Mellon Foundation), который в 1937 году лёг в основу Национальной галереи искусств.